# Oswald Zingerle
Oswald Zingerle, auch Oswald von Zingerle und Oswald Zingerle von Summersberg (* 8. Februar 1855 in Innsbruck; † 30. Januar 1927 ebenda), war ein österreichischer Germanist und Literaturhistoriker.
Zingerle ist ein Sohn von Ignaz Vinzenz Zingerle. Er besuchte die Schule und das Gymnasium in Innsbruck und bezog 1874 die Universität Innsbruck. Nachdem er anfänglich Vorlesungen über klassische Philologie gehört hatte, entschied er sich ab dem zweiten Semester für das Studium der germanischen Philologie. Um sich in dieser Richtung zu vertiefen, wechselte er im Sommer 1877 an die Universität Erlangen, an der er unter anderem Vorlesungen von Elias von Steinmeyer besuchte. Nach drei Semestern wechselte er für ein Semester an die Universität Berlin, um Vorlesungen von Karl Viktor Müllenhoff und Wilhelm Scherer zu hören, verbrachte dann zwei Jahre im väterlichen Hause und habilitierte sich im Dezember 1881 an der Universität Graz, an der er auch als Privatdozent tätig war, wechselte aber später an die Universität in seiner Heimatstadt Innsbruck. Von 1892 bis 1918 war er Professor (1894 Ordinarius) für Germanistik an der Universität Czernowitz.

## Publikationen (Auswahl)
- Meinhards II. Urbare der Grafschaft Tirol (= Fontes rerum Austriacarum. 2. Abt., Band 45/1). Wien: Tempsky 1890 (Digitalisat).
- Mittelalterliche Inventare aus Tirol und Vorarlberg: mit Sacherklärungen. Innsbruck: Wagner 1909 (Digitalisat).